# Lista postaci serialu Gotham

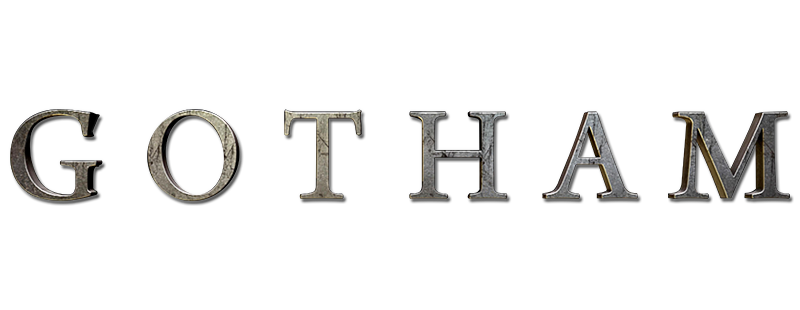
Logo z programu telewizyjnego Gotham

Lista postaci występujących w amerykańskim serialu Gotham, z podziałem na poszczególne sezony

## Główna
- Ben McKenzie jako James Gordon[1]
- Donal Logue jako Harvey Bullock[2]
- Robin Lord Taylor jako Oswald Cobblepot[3]
- Erin Richards jako Barbara Kean[3]
- Zabryna Guevara jako Sarah Essen[3]
- Sean Pertwee jako Alfred Pennyworth[3]
- David Mazouz jako Bruce Wayne[4]
- Jada Pinkett Smith jako Fish Mooney[5]
- Carmen Bicondova jako Selina Kyle[4]
- Cory Michael Smith jako Edward Nygma[6]
- Victoria Cartagena jako Renee Montoya[7]
- Andrew Stewart Jones jako Crispus Allen[7]
- John Doman jako Carmine „The Roman” Falcone
- Nicholas D’Agosto jako Harvey Dent[8][9]
- Chris Chalk jako Lucius Fox, techniczny geniusz Wayne Enterprises[10][11]
- Drew Powell jako Butch Gilzean[12][13]
- Morena Baccarin jako dr Leslie Thompkins[14]
- Cameron Monaghan jako Jerome[15]
- Jessica Lucas jako Tabitha Galavan - Tigress (od 2 sezonu)[16]
- James Frain jako Theodore Galavan[17] (od 2 sezonu)
- Michael Chiklis jako kapitan Nathaniel Barnes, nowy szef Jima Gordona w komisariacie policji Gotham (od 2 sezonu)[18]
- James Carpinello jako Mario Falcone[19] (od 3 sezonu)

## Role drugoplanowe

### Sezon 1
- David Zayas jako Salvatore Maroni[20]
- Carol Kane jako Gertrud Kapelput[21]
- Richard Kind jako Aubrey James
- Clare Foley jako Ivy Pepper
- Makenzie Leigh jako Liza[22]
- Danny Mastrogiorgio jako Frankie Carbone
- J.W. Cortes jako Alvarez
- Chelsea Spack jako Kristen Kringle
- Anthony Carrigan jako Victor Zsasz
- Alex Corrado jako Gabriel
- Peter Scolari jako Gillian B. Loeb
- Cameron Monaghan jako Jerome Valeska

### Sezon 2
- Natalie Alyn Lind jako Silver St. Cloud[23]
- BD Wong jako profesor Hugo Strange, dyrektor Azylu Arkham[24]
- Michael Chiklis jako Nathaniel Barnes
- Melinda Clarke jako Grace Van Dahl[25]

### Sezon 3
- Jamie Chung jako Valerie Vale, nowa dziennikarka gazety z Gotham[26]

## Gościnne występy

### Sezon 1
- Milo Ventimiglia jako Jason Lennon/The Orge[27]
- Todd Stashwick jako Richard Sionis / The Mask
- Lesley-Ann Brandt jako Larissa Diaz/Copperhead
- Christopher Heyerdahl jako Jack Buchinsky/The Electrocutioner
- Kevin McCormick jako Aaron Danzing
- Dash Mihok jako Arnold John Flass
- Julian Sands jako Gerald Crane
- Charlie Tahan jako Jonathan Crane
- Colm Feore jako Francis Dulmacher/The Dollmaker[28]
- Grayson McCouch jako Thomas Wayne
- Brette Taylor jako Martha Wayne
- Lili Taylor jako Patti
- Frank Whaley jako  Doug
- Dan Bakkedahl jako Davis Lamond/The Balloonman
- Sharon Washington jako Molly Mathis
- Daniel London jako Stan Potolsky
- Jeremy Davidson jako Nikolai
- Dan Hedaya jako Dix
- Susan Misner jako dr Marks
- Christopher James Baker jako Raymond Earl/The Goat
- Cole Vallis jako Tommy Elliot
- John Enos III jako Jimmy Saviano
- Richard Poe jako pan Kean
- Caroline Lagerfelt jako pani Kean
- Philip Hernandez jako dr Guerra
- Robert Gorrie jako John Grayson
- Abbi Snee jako Mary Lloyd
- Michael Goldsmith jako Gus Floyd
- Peter Brensinger jako Trope
- Kevin T. Collins jako  Regan
- Peter Albrink jako Haskins
- Elliot Villar jako Thomas Schmidt
- Jeffrey Combs jako menadżer
- David O’Hara jako Reginald „Reggie” Payne
- Michael Potts jako Sid Bunderslaw
- James Andrew O’Connor jako Tommy Bones

### Sezon 2
- Dustin Ybarra jako Robert Greenwood[29]
- Leo Fitzpatrick jako Joe Pike[30]
- Kristen Hager jako Nora Fries[24]
- David Fierro jako Zaardon the Soul Reaper
- Stink Fisher jako Aaron Helzinger/Amygdala
- Will Brill jako Arnold Dobkins
- Paulina Singer jako Josie Mac
- Lenny Platt jako Luke Garrett
- Ian Quinlan jako Carl Pinkney
- Ari McKay Wilford jako Cale Pike
- Noah Robbins jako Evan Pike
- Ron Rifkin jako Father Creel
- Raúl Castillo jako Eduardo Flamingo
- Michelle Gomez jako The Lady
- Paul Reubens jako pan Kapelput
- Michelle Veintimilla jako Bridgit Pike / Firefly[31]
- Tommy Flanagan jako Knife[32]
- Nathan Darrow jako Victor Fries /Mr. Freeze[33]
- Michael Bowen jako Patrick „Matches” Malone[34]
- Lori Petty jako Tank Girl[34]
- Richard Kind jako Trent Carson[35]
- Paul Reubens jako pan Kapelput, ojciec Oswalda Cobblepota[36]
- Jada Pinkett Smith jako Fish Mooney[37]